# Hymn na cześć Szulgi

Dziecię, zrodzone przez Ninsunę,

Którego święty An powołał w swoim sercu,

Którego los wytyczył Enlil –

Szulgi, przez Ninlil ukochany – otom ja.

Hymn na cześć Szulgi – sumeryjski utwór literacki, pean na cześć drugiego króla z III dynastii z Ur. Powstał prawdopodobnie za czasów panowania Szulgi w XXI wieku p.n.e., jednak zachowane we fragmentach czternaście kopii tekstu pochodzi z czasów po upadku dynastii na przełomie III–II tysiąclecia p.n.e. Hymn został odtworzony przez Adama Falkensteina.

## Kontekst historyczny
Szulgi, jeden z najwybitniejszych królów doby III dynastii z Ur, panował w XXI wieku p.n.e. w mieście Ur. Zwieńczeniem jego sukcesów na polu militarnym, politycznym i ekonomicznym było przybranie tytułu boga. Imię władcy było poprzedzane symbolem bóstwa księżyca – Sina. Na jego cześć wznoszono świątynie, ozdobione posągami z wizerunkiem króla. 
Hymn na cześć Szulgi jest utworem literackim, w którym można odnaleźć echa prawdziwych wydarzeń z okresu panowania Szulgi. Wzmianki o szybkości króla, z którą przebywa drogę z Nippur do Ur (około 150 km), nawiązują do jego podbojów wojennych oraz do szybkości, z jaką potrafił w miarę potrzeb przerzucać armię na duże odległości. Polityka wewnętrzna, jak wznoszenie zamków obsadzanych zaufanymi ludźmi oraz zapewnienie bezpieczeństwa na szlakach handlowych, również znalazła wyraz w hymnie.
Zachowane tabliczki z Hymnem na cześć Szulgi pochodzą z okresu po upadku III dynastii z Ur, jednak zapewne utwór został ułożony jeszcze za życia króla. Znane są fragmenty czternastu kopii dzieła. Na ich podstawie Adam Falkenstein skompilował tekst. 

## Treść
Szulgi nazywa siebie wybrańcem bogów, zrodzonym z Ninsun za sprawą Ana, który włożył mu koronę na głowę. Jest ukochanym Ninlil, bratem i druhem – Utu. Jeszcze przed urodzeniem o heroicznych losach Szulgi zadecydował Enlil. Do wielkich czynów wybrała go Inanna, która jako narzeczona świętuje z nim eszesz – comiesięczne święto z okazji pełni księżyca. Nisaba obdarzyła go wiedzą, Szakan – szybkością.
Wybranek bogów Szulgi odbywa podróż z okazji święta pełni książyca eszesz z Nippur do Ur. Trwa burza, jednak nie jest ona w stanie opóźnić podróży. Odległość między dwoma miastami król przebywa w ciągu jednego dnia. Szulgi opisuje swoje dokonania jako administrator i wielki budowniczy oraz sprawiedliwy król. Wzmiankuje o wybudowaniu na pograniczach państwa zamków, które przyozdobił ogrodami i obsadził zaufanymi ludźmi. Wzniósł liczne świątynie i zapewnił im dużą liczbę ofiar. Podjął kroki, aby mieszkańcy jego krainy żyli w dobrobycie, mając stały dostęp do wody i chleba. Wrogów „czarnogłowego” ludu podporządkował, czym zyskał szacunek mieszkańców Sumeru.